# بانمونه
بانمونه (بالإنجليزية: Panemunė) هي منطقة سكنية تقع في ليتوانيا في Pagėgiai municipality.[بحاجة لمصدر] يقدر عدد سكانها بـ 319 نسمة .